# Kötzschenbroda
Kötzschenbroda ist ein Stadtteil der sächsischen Stadt Radebeul im Landkreis Meißen. Kötzschenbroda besteht aus zwei Flurteilen, da die Gemeindegründung von Niederlößnitz auf der Weinbergsflur von Kötzschenbroda die Oberflur der Gemeinde als Kötzschenbroda Oberort von der Unterflur mit dem Dorfkern abtrennte. Die Gemarkung hatte im Jahr 1900 einschließlich der Fläche von Fürstenhain (Gemeindeverband Kötzschenbroda mit Fürstenhain) eine Größe von 664 Hektar, die sich durch Gebietshinzunahmen von Friedewald beispielsweise im Bereich des Lößnitzgrunds nach der politischen Wende 1989 vergrößerte. Ebenfalls nach der Wende wurden die Stadtteile Kötzschenbroda mit Oberort sowie Niederlößnitz zur heutigen gemeinsamen Gemarkung Kötzschenbroda zusammengefasst, wodurch die Trennung der beiden Kötzschenbrodaer Fluren verwaltungsmäßig wieder aufgehoben wurde.
Bereits in der frühen Neuzeit mit einigen Stadtrechten (1555: Städtlein) bedacht, war Kötzschenbroda von je her die bedeutendste Siedlung auf dem Gebiet der Lößnitz. Durch Eingemeindungen zu Beginn der 1920er Jahre wurde Kötzschenbroda 1923 zur Großgemeinde und bekam 1924 das Stadtrecht.
Im Jahre 1935 wurde Kötzschenbroda mit Radebeul unter dem Namen der damals kleineren Stadt Radebeul zusammengeschlossen. Kötzschenbroda hatte zu dieser Zeit über 18.000 Einwohner, in Radebeul wohnten damals mehr als 16.000 Einwohner.
Die ehemalige Stadt Kötzschenbroda in den Grenzen vor 1935 bildet heute das Stadtgebiet Radebeul-West.

## Geschichte

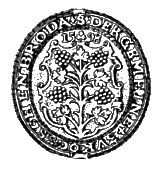
Das Siegel von Kötzschenbroda zeigt einen Weinstock (1598)

### Siedlungszentrum und Parochieort

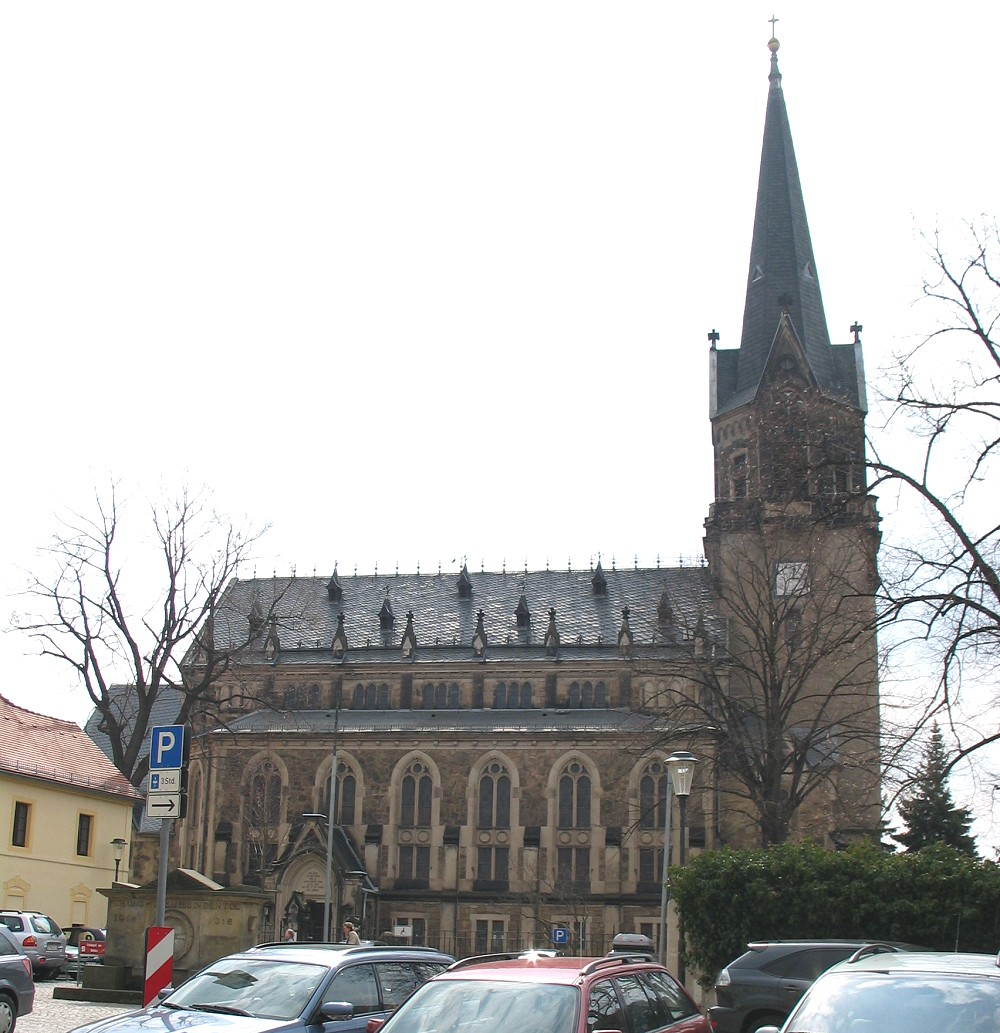
Friedenskirche Kötzschenbroda

Kötzschenbroda wurde 1226 als Schozebro erstmals erwähnt, dort befand sich der Herrensitz von Zisimo de Schozebro. Dieser Rittersitz befand sich „an der Stelle der Oberschänke an der höchsten Stelle des Geländes“, wie dort „im Luftbild durch die Stellung von Scheunen deutlich erkennbar“ ist. Weitere Erwähnungen waren 1242 als Schosebrode und 1271 als Coschebrode (altsorbisch Skoci brod für „Spring über die Furt“). Seit dem 13. Jahrhundert gab es dort Wein- und Gartenbau (Obst, Spargel, Erdbeeren). 1273 erfolgte die Erwähnung der Kirche, die ursprünglich dem Heiligen Vernius, einem Schutzpatron des Weines, gewidmet gewesen sein soll. Das Dresdner Maternihospital besaß dort ab 1286 zwei Weinberge. 1324 verpflichteten sich die Brüder Magnis, ein halbes Fass eigenen Kötzschenbrodaer Weins („vinum Kotzbrodensis“) an kirchliche Einrichtung in Dresden und Meißen zu liefern.
1429 wurde Kötzschenbroda von den Hussiten ausgeraubt und abgebrannt. „Boregk sagt / daß sie damalen auch Kotzbrod / da guter Wein wachse / verbrannt haben.“ (Martin Zeiller (≈1650): Topographia Superioris Saxoniae.) Im Jahr 1497 entstanden die ältesten schriftlich erhaltenen Dorfrügen, nach ihrem Schreiber die Thanneberger Rügen: Sie hielten die bis dahin einmal jährlich nur mündlich verkündeten Dorfvorschriften über die „Marktgerechtigkeit“, den „freien Weinschank“, die „Freiheit, Handel und Gewerbe zu treiben“ und das Recht des „Holzlesens“ und des „Streuholens im Wald“ fest, so wie sie in jenem Jahr öffentlich ausgerufen wurden.
1463 erwarb Kötzschenbroda von dem Kurfürsten Friedrich der Sanftmütige im südlichen Friedewald nahe Lindenau vier wüste Hufen Land (Lindenauer Büsche), aus denen sich Kötzschenbroda-Oberort entwickelte. 1519 wurden die Weiherwiesen auf dem linken Elbufer erworben, aus denen sich später der bis 1954 zu Radebeul gehörende Stadtteil Am Fährhaus entwickelte. 1555 war Kötzschenbroda verfassungsrechtlich ein Städtlein.
Im Dreißigjährigen Krieg erlitt der Ort 1633 noch einmal das Schicksal ausgeraubt und abgebrannt zu werden, diesmal durch die Schweden. Am 27. August 1645 (6. September nach dem im Jahr 1700 in Sachsen eingeführten Gregorianischen Kalender) wurde im Pfarrhaus der Friedenskirche der Waffenstillstand von Kötzschenbroda zwischen dem Königreich Schweden und dem Kurfürstentum Sachsen geschlossen. 1752 war Kötzschenbroda ein Marktflecken.
1812 verhinderte Johann Samuel Gottlob Flemming, Pfarrer am Ort, die Plünderung von Kötzschenbroda durch napoleonische Truppen.
Die erste Apotheke (Alte Apotheke) und die erste Fabrik (Laspe’sche Tonpfeifenfabrik) wurden 1826 gegründet.

### Entstehung von Kötzschenbroda-Oberort

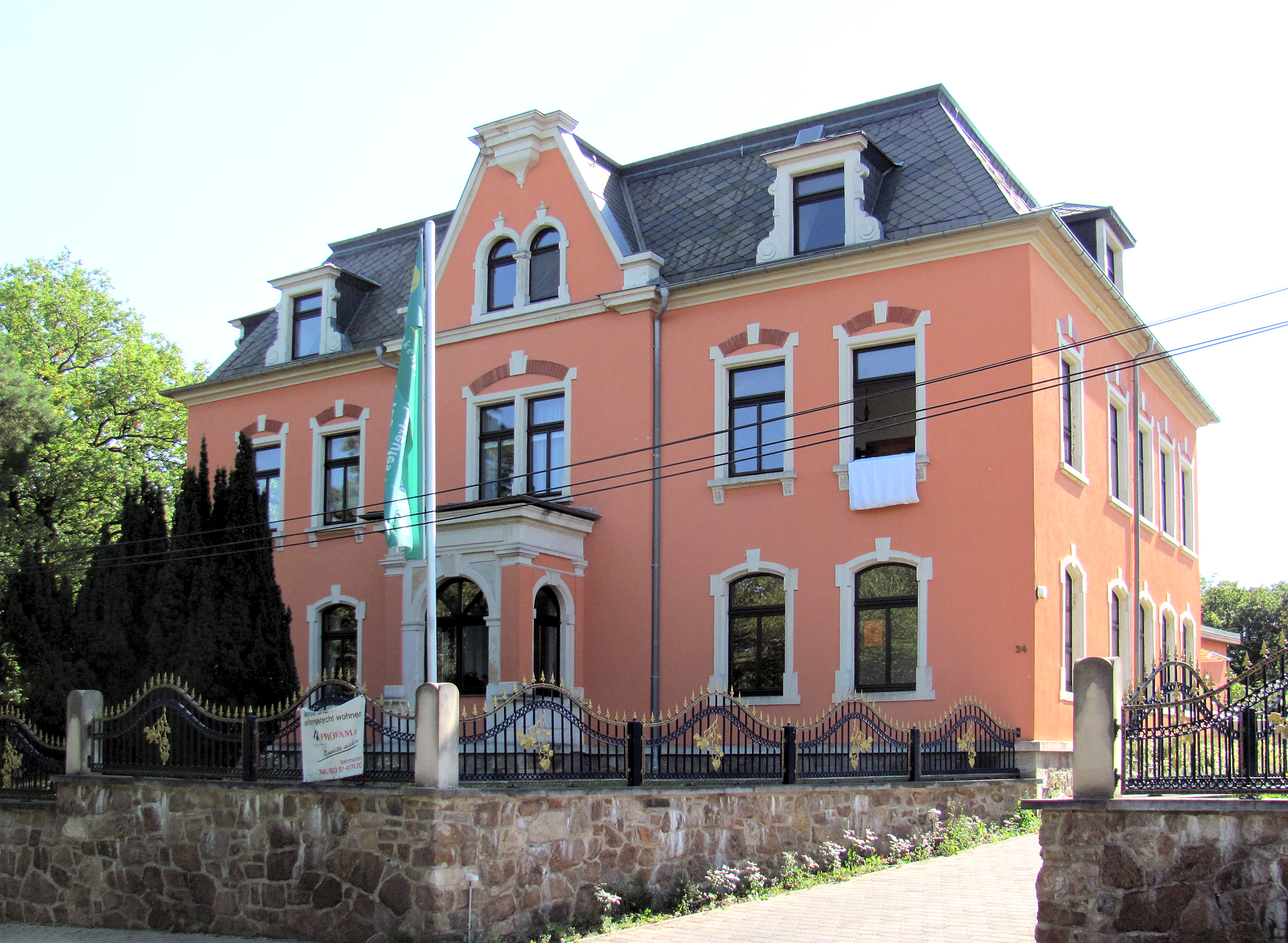
Ehemalige Volksschule Oberkötzschenbroda, ab 1920 auch Nachfolge der Lindenauer Schule

Obwohl Kötzschenbroda bereits seit 1463 Buschflur auf der Höhe bei Lindenau besaß, ist die eigentliche Entstehung von Kötzschenbroda-Oberort (auch Kötzschenbroda Oberort oder Oberkötzschenbroda) auf die Ausgründung von Niederlößnitz aus der Kötzschenbrodaer Weinbergsflur zurückzuführen. Eigentümer der dort liegenden Weingüter hatten sich 1832 zum Niederlößnitzer Weinbergverein zusammengetan. Nach den Regelungen der neuen Landgemeindeordnung von 1838 wurde die Flur Nieder-Lössnitz 1839 förmlich in eine eigene Kommune abgetrennt. Da sie oberhalb der Meißner Straße zwischen dem Ortskern bei Altkötzschenbroda und der Kante der Hochebene bei Lindenau lag, hatten die beiden restlichen Kommunalflächen von Kötzschenbroda keine Verbindung mehr. Die Gemarkung Kötzschenbroda wurde zusammengelassen, sodass sich die noch bestehende Gemarkung Kötzschenbroda (Sächsischer Gemarkungsschlüssel 3063) auch über das Gebiet von Niederlößnitz und Oberkötzschenbroda erstreckt.
Der Oberort umfasst nahezu vollständig Lindenau, lediglich am Westrand gehört ein Stück Naundorf zur Grenze. Als diese Gemeinde in der zweiten Hälfte des 19. Jahrhunderts nach der Einwohneranzahl über ihre eigenen Kommunalgrenzen hinauswuchs (wofür Straßen gebaut wurden, entlang derer Wohnhäuser errichtet wurden), wuchs die Bevölkerung der Ortslage Oberort automatisch mit. Auch öffentliche Einrichtungen wie die Schule organisierten die beiden kommunalen Nachbarn gemeinsam.

### Kötzschenbroda mit Fürstenhain

Das Siegel von Kötzschenbroda mit Fürstenhain zeigt eine Weintraube (1839)

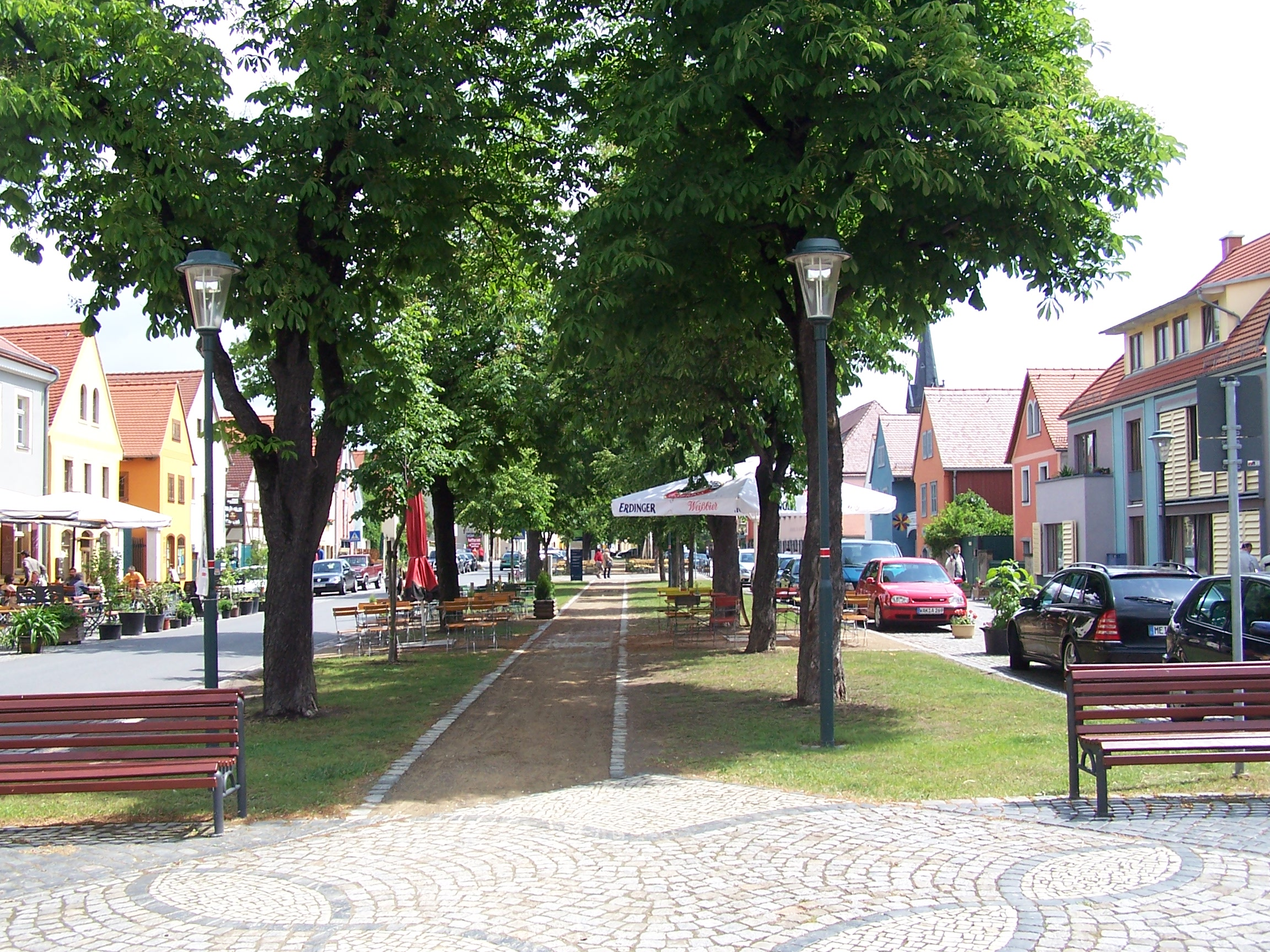
Meist giebelständige Bauernhäuser am Anger Altkötzschenbroda

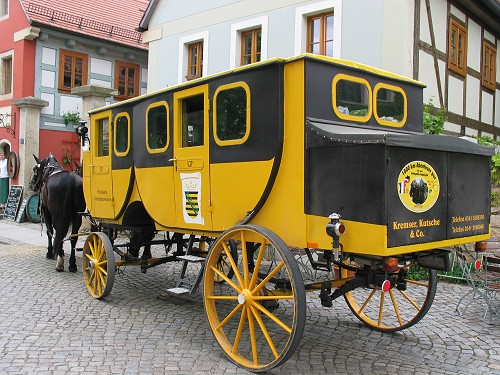
Die Sächsische Pferdepersonenpost macht Station am Anger Altkötzschenbroda

Da Fürstenhain keine 25 selbstständigen Hausbesitzer aufwies, konnte es aufgrund der Landgemeindeordnung von 1838 keine eigenständige Gemeinde mehr sein. Daher wurde im November 1839 zwischen Fürstenhain und Kötzschenbroda ein Vertrag über die gemeinsame Durchführung wichtiger kommunaler Angelegenheiten abgeschlossen. Für die Fürstenhainer war dies mit dem Erhalt eines Sitzes im Kötzschenbrodaer Gemeinderat verbunden, der von da ab für den Gemeindeverband Kötzschenbroda mit Fürstenhain zuständig war.
Nach dem Bau der Eisenbahnlinie Dresden – Riesa – Leipzig (1839) siedelte sich zunehmend Industrie an. Im Jahr 1854 eröffnet die erste Königlich-Sächsische Postexpedition (Altkötzschenbroda 18). 1865 bekam der Ort seine eigene Zeitung, die Kötzschenbrodaer Zeitung, die bis 1943 herausgegeben wurde und auch als Amtsblatt fungierte.
Im Jahr 1876 wurde Fürstenhain eingemeindet. 1887 wurde die ortsansässige Sparkasse gegründet. Am 12. Oktober 1899 bekam Kötzschenbroda mit der meterspurigen Lößnitzbahn eine Straßenbahnverbindung nach Dresden. Sie verlief von der Ecke Meißner Straße / Moritzburger Straße bis zum Straßenbahn-Umsteigepunkt Mickten. Die Strecke wurde am 25. Dezember 1924 nach Zitzschewig verlängert und 1929/1930 auf die Spurweite der Dresdner Straßenbahn (1450 mm) umgespurt.

### Großgemeinde und Stadtrecht
Durch die Eingemeindung von Lindenau (1920) sowie von Zitzschewig, Naundorf und Niederlößnitz (jeweils 1923) wurde Kötzschenbroda 1923 Großgemeinde und erhielt am 5. Mai 1924 Stadtrecht.
Die Großgemeinde mit dem gemeinsamen Namen der vorher bereits größten Ortschaft Kötzschenbroda erhielt durch den Zusammenschluss endlich ein eigenes Rathaus, das am Rosa-Luxemburg-Platz gelegene Rathaus Niederlößnitz, in dem der ab 1904 agierende Gemeindevorstand von Niederlößnitz, Oswald Hans, für die nächsten Jahre bis 1929 als Bürgermeister amtierte. Hans wurde für seine 25 Jahre im Amt 1929 zum Kötzschenbrodaer Ehrenbürger ernannt, während ihm im Amt der spätere Pirnaer Oberbürgermeister, Wilhelm Brunner, nachfolgte.
| Jahr      | 1550                                 | 1750 (1764)                                     | 1803 | 1834  | 1849  | 1871  | 1890  | 1910  | 1919  | 1925   | 1933   |
| --------- | ------------------------------------ | ----------------------------------------------- | ---- | ----- | ----- | ----- | ----- | ----- | ----- | ------ | ------ |
| Einwohner | 630 (90 besessene Mann, 55 Inwohner) | 587 (52 besessene Mann, 51 Gärtner, 10 Häusler) | 831  | 1.057 | 1.291 | 2.227 | 4.523 | 6.444 | 6.499 | 17.425 | 18.909 |

### Zusammenschluss mit Radebeul
Der Zusammenschluss mit Radebeul am 1. Januar 1935 unter dem gemeinsamen Namen Stadt Radebeul erfolgte mit dem gemeinsamen Ziel beider Städte, auf diese Weise einer drohenden Eingemeindung nach Dresden zu entgehen. Zum 1. April 1935 erfolgte die Ernennung zum bezirksfreien Stadtkreis.
Mit dem Zusammenschluss mit Radebeul 1935 wurde der Bahnhof Kötzschenbroda in Bahnhof Radebeul-Kötzschenbroda umbenannt, 1941 bekam er den Namen Radebeul West, 2013 wieder den Namen Radebeul-Kötzschenbroda.
Ab März 2004 galt die Satzung mit der förmlichen Festsetzung des Sanierungsgebiets Kötzschenbroda, zu dem neben dem Anger Altkötzschenbroda ganz oder teilweise im Osten die Neue Straße und die Vorwerkstraße gehörten sowie im Westen ganz oder teilweise die Kötitzer Straße, Uferstraße, An der Festwiese und Elbstraße. Dazu kamen Teile der Bahnhofstraße, vom Gradsteg, Hermann-Ilgen-Straße und vom Auenweg. Die Aufhebungsbekanntmachung des Sanierungsgebiets erfolgte im Amtsblatt vom Juli 2012.

### Abgabe linkselbischer Besitzungen
Die 1519 auf dem jenseitigen Elbufer erworbenen Flächen, später zusammen mit den 1569 von Naundorfer Bauern erworbenen Wiesen zum Ortsteil Am Fährhaus zusammengefasst, wurden 1954 unter anderem wegen der Zerstörung der beiden Elbebrücken Niederwartha an Niederwartha abgetreten. Auf der Fläche befanden sich insbesondere die linkselbische Rampe der Eisenbahnbrücke der Bahnstrecke Berlin–Dresden als auch ein Teil des Pumpspeicherwerks Niederwartha. Seit 1997 gehört das Areal zu Dresden.

## Altkötzschenbroda
Altkötzschenbroda mit der Parochiekirche und dem ehemaligen Rittersitz am ursprünglichen Marktplatz sowie dem Anger als Hauptstraße des zentralen Siedlungsortes in der Lößnitz stellt den historischen Siedlungskern der ehemaligen Stadt Kötzschenbroda dar, die 1935 mit Radebeul zusammengelegt wurde und als Radebeul-West eines der zwei Zentren der Stadt Radebeul bildet. Zusammen mit der Bahnhofsstraße, die den Anger mit dem Bahnhof Kötzschenbroda verbindet, ergibt sich der Stadtkern Radebeul-Kötzschenbroda.

### Markt und Anger
Im 17. Jahrhundert wurde auf Höhe des heutigen Gradstegs quer über den Dorfanger des Dorfkerns von Kötzschenbroda ein gemeindeeigenes Schlachthaus, die Communschlächterei, gebaut. Das 1908 wieder abgerissene Anwesen besaß auch Schank-, Back- und Herbergsrechte. Die Communschlächterei trennte den Anger in einen östlichen Platz vor der Kirche, den Markt, auf dem die Wochenmärkte abgehalten wurden und an dem sich die Friedenskirche mit dem Kirchhof und dem Pfarrgut sowie die Oberschänke befinden.
Der eigentliche Dorfanger erstreckte sich vom Schlachthaus bis zum Hirtenhaus, das als Wohnung des Gemeindehirten wie auch als Armenhaus diente. Die heutige Bahnhofstraße trennte den Dorfkern in das größere Oberdorf, in dem nach Art der fränkischen Straßenangerdörfer die Dreiseithöfe der Bauerngutsbesitzer der Altgemeinde der „Neunziger“ giebelständig aufgereiht sind, und jenseits der Bahnhofstraße nach Westen in das Unterdorf. „Neunziger“ gibt an, dass in Kötzschenbroda neunzig Gutsherren einschließlich Schänkguts- und Kirchgutsbesitzern für die Gemeinde gegenüber dem Grundherren verantwortlich waren.
Traditionell wurde die nördliche Angerseite als Sommerseite bezeichnet, während die südlich zur Elbe hin liegende Angerseite Winterseite hieß.
Der historische Ortskern Kötzschenbroda, der sich einer umfassenden Gebietssanierung unterzogen hatte, nahm an dem 2001 ausgelobten Bundeswettbewerb Leben in historischen Innenstädten und Ortskernen teil. Zu dem von der Deutschen Stiftung Denkmalschutz unter Schirmherrschaft des Bundesministeriums für Verkehr, Bau- und Wohnungswesen ausgelobten Wettbewerb traten 129 Teilnehmer an. Für die „Entwicklung von Alt-Kötzschenbroda zu einem lokalen Identifikationspunkt mit stark regionaler Ausstrahlung“ (Zitat aus der Urkunde) erhielt die Stadt Radebeul 2002 eine Silberplakette.

Kötzschenbrodaer Anger, Dorflage von Fürstenhain (re.), Bahnhof (ob.). Kartenausschnitt aus sächsischer Äquidistantenkarte von 1894.
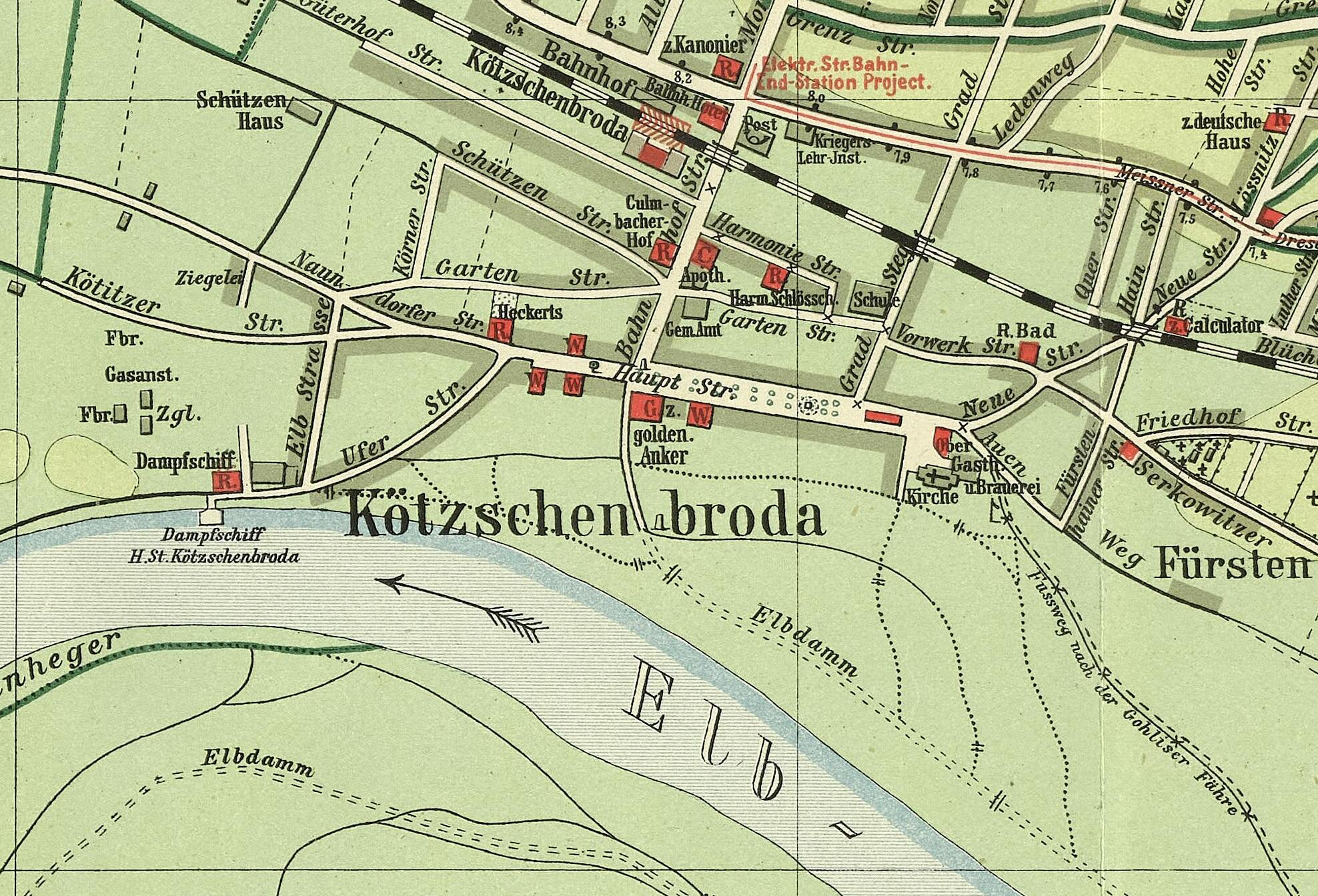
Kötzschenbroda auf einer Karte von 1896
Anger von Kötzschenbroda, links die Communschlächterei (1908 abgebrochen)
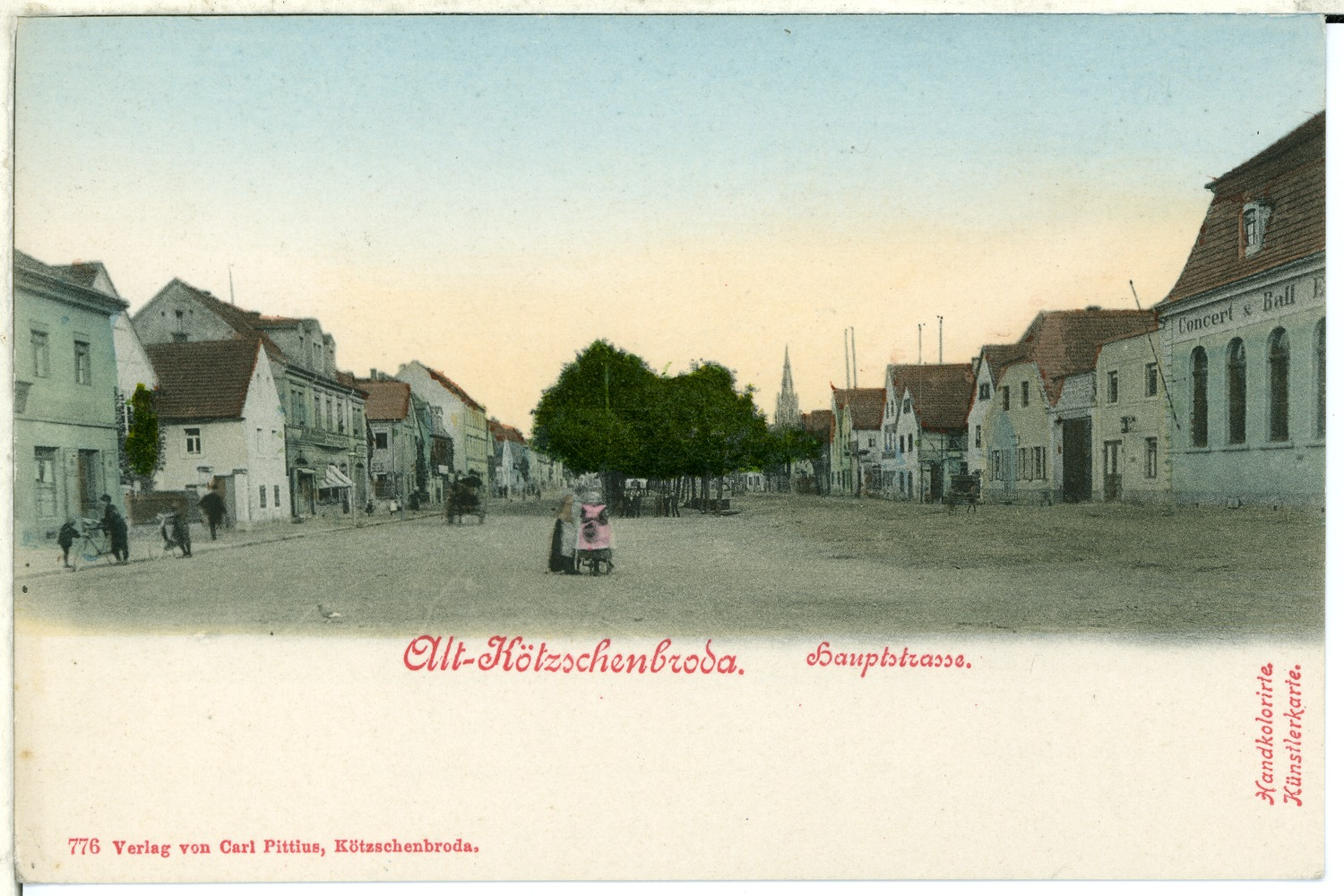
Kötzschenbroda – Hauptstraße mit Anger, um 1900; Rechts am Bildrand ist der Goldene Anker zu sehen.
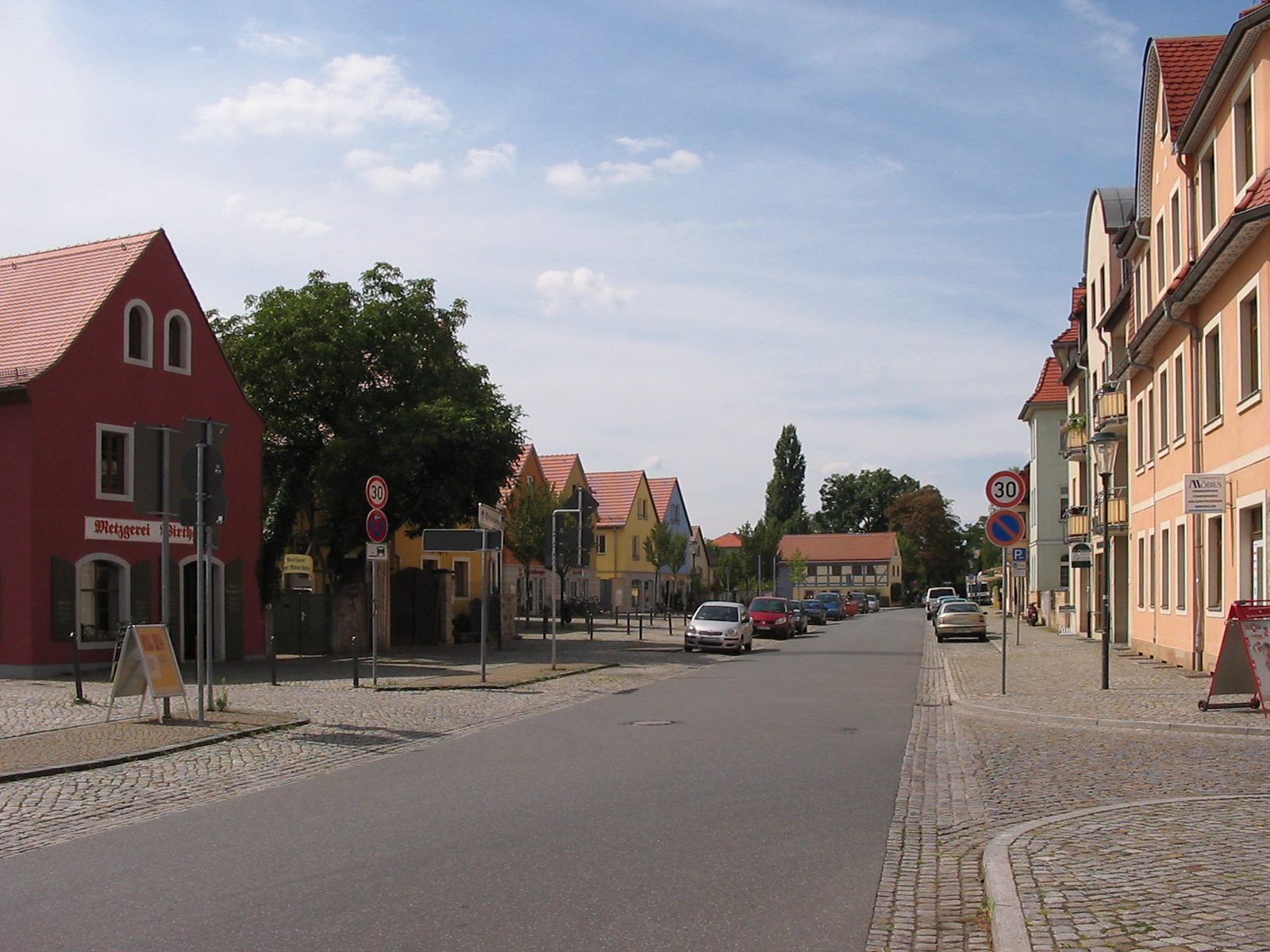
Blick über das Unterdorf, am Ende das Hirtenhaus

### Herbst- und Weinfest

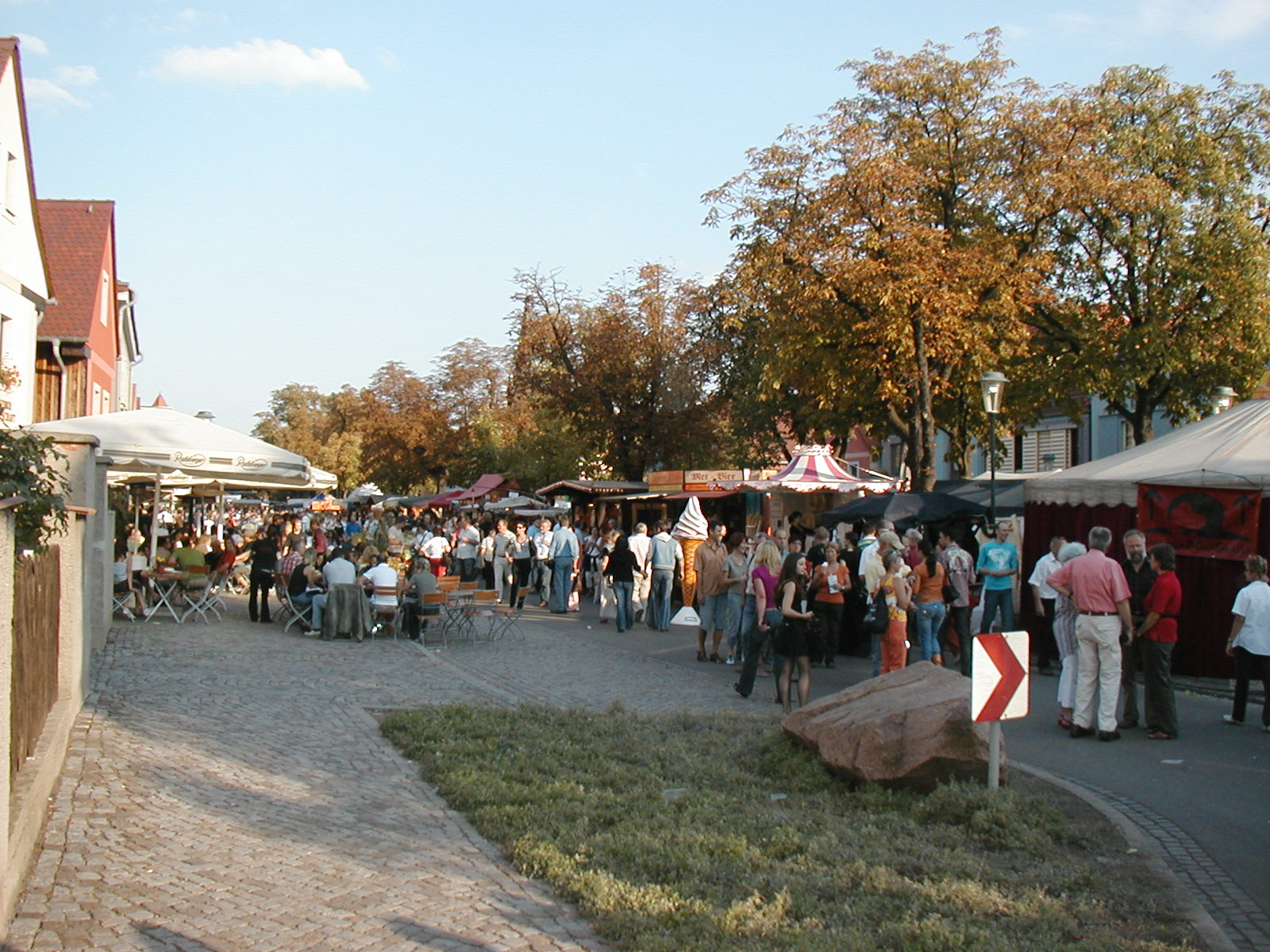
Weinfest und Theaterfestival 2007

Zusammen mit dem Karl-May-Fest im Lößnitzgrund gehört das alljährlich auf dem Anger Altkötzschenbroda stattfindende Herbst- und Weinfest in Verbindung mit dem Wandertheaterfestival zu den beiden großen Volksfesten in Radebeul.
Eine Besonderheit Kötzschenbrodas ist der Kötzschber. Kötzschber war über Jahrhunderte die Bezeichnung für Wein aus Kötzschenbroda. Erwähnung findet er durch Martin Luther, der ihn 1520 in einem Brief an den Meißner Bischof für seine Güte lobt. Da die Weinbauflur hauptsächlich zu Niederlößnitz gehört, bietet den Kötzschber von Kötzschenbrodaer Flur nur noch ein Winzer (Weinhaus Förster) als Weißwein, Rotwein und Rotling (Schieler) an.

## Kulturdenkmale

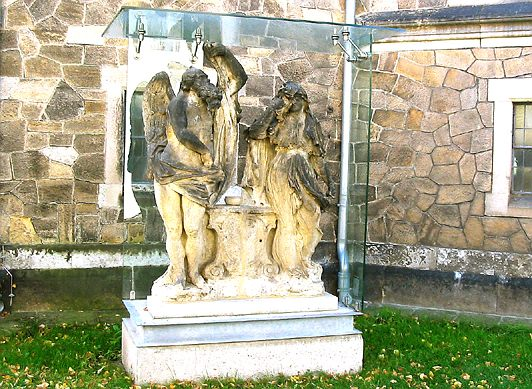
Denkmal Chronos und die Trauernde auf dem Kirchhof der Friedenskirche

Auf der östlichen Seite der Moritzburger Straße gehört nördlich des Weges Am Wasserturm ein schmaler Streifen von Kötzschenbroda Oberort, auf beiden Seiten des Wasserturms, zum Landschaftsschutzgebiet, das mit seinen trockengesetzten Weinbergsmauern 1999 insgesamt als Historische Weinberglandschaft Radebeul auch unter Gebietsdenkmalschutz gestellt wurde. Dieses zieht sich von Oberlößnitz im Osten über Niederlößnitz und Kötzschenbroda Oberort bis nach Naundorf und Zitzschewig.
Als denkmalpflegerische Sachgesamtheiten befinden sich in Kötzschenbroda die beiden Friedhöfe, der Alte Friedhof und der Friedhof Radebeul-West. Beide gelten darüber hinaus als Werk der Landschafts- und Gartengestaltung. Als solche zählen auch die großen Gärten der ebenfalls denkmalgeschützten Villa Tanger, der Villa Krüger, auch Berliner Haus genannt, sowie der Hofmann-Villa.
Der Kirchhof um die Friedenskirche gehört zu den denkmalpflegerischen Nebenanlagen. Auf ihm steht das wohl bedeutendste Denkmal Radebeuls, das 2005 restaurierte Sandstein-Bildwerk Chronos und die Trauernde oder auch Chronos und klagendes Weib. Ebenfalls auf dem Kirchhof befindet sich das Grabmal von Franz Richard Steche (1837–1893), Kunsthistoriker und Architekt, dem Begründer des sächsischen Inventarisationswerks. Vor dem Kirchhof, auf dem Anger, steht das Kötzschenbrodaer Kriegerdenkmal. Gleich benachbart davon stehen das Lutherhaus und das Pfarrhaus, wo im Dreißigjährigen Krieg der Waffenstillstand von Kötzschenbroda unterzeichnet wurde. Eine Gedenktafel dazu ist in den Boden vor dem Toreingang zum Pfarrhaus eingelassen.
Am Anger Altkötzschenbroda befinden sich etwa 40 Baudenkmale, die auf der Liste der Kulturdenkmale Radebeuls stehen. Am Anger stehen auch zwei der fünf historischen Brauschenkengüter der Lößnitz, die Oberschänke sowie der Goldene Anker. Am westlichen Rand des Angers, im ehemaligen Unterdorf, steht das Hirtenhaus, das auch als Armenhaus diente. Als weiteres Gasthaus steht am Kötzschenbrodaer Dampfschiff-Anleger die Restauration „Zum Dampfschiff“.
Ferner gibt es in diesem Stadtteil die unter Denkmalschutz stehende Sparkasse Kötzschenbroda neben der Apotheke zu Kötzschenbroda, in der der Apotheker Hermann Ilgen („Mäusetod“) wirkte, das Gebäude des Amtsgerichts Kötzschenbroda mit dem Diensthaus für den Gerichtsvorstand auf der gegenüberliegenden Straßenseite, der Villa d’Orville von Löwenclau, sowie den Bahnhof Radebeul West, den Bully Buhlan mit seinem Kötzschenbroda-Express besang. In der Fabrikstraße 27 steht das Verwaltungsgebäude des Elektroarmaturenwerks JWH des Unternehmers und Stifters Johannes Wilhelm Hofmann, der 1927 Ehrenbürger Kötzschenbrodas wurde. Eines der wenigen Denkmäler in Kötzschenbroda Oberort ist das von dem Kötzschenbrodaer Baumeister Bernhard Große errichtete Wohnhaus Ringstraße 16.

## Persönlichkeiten

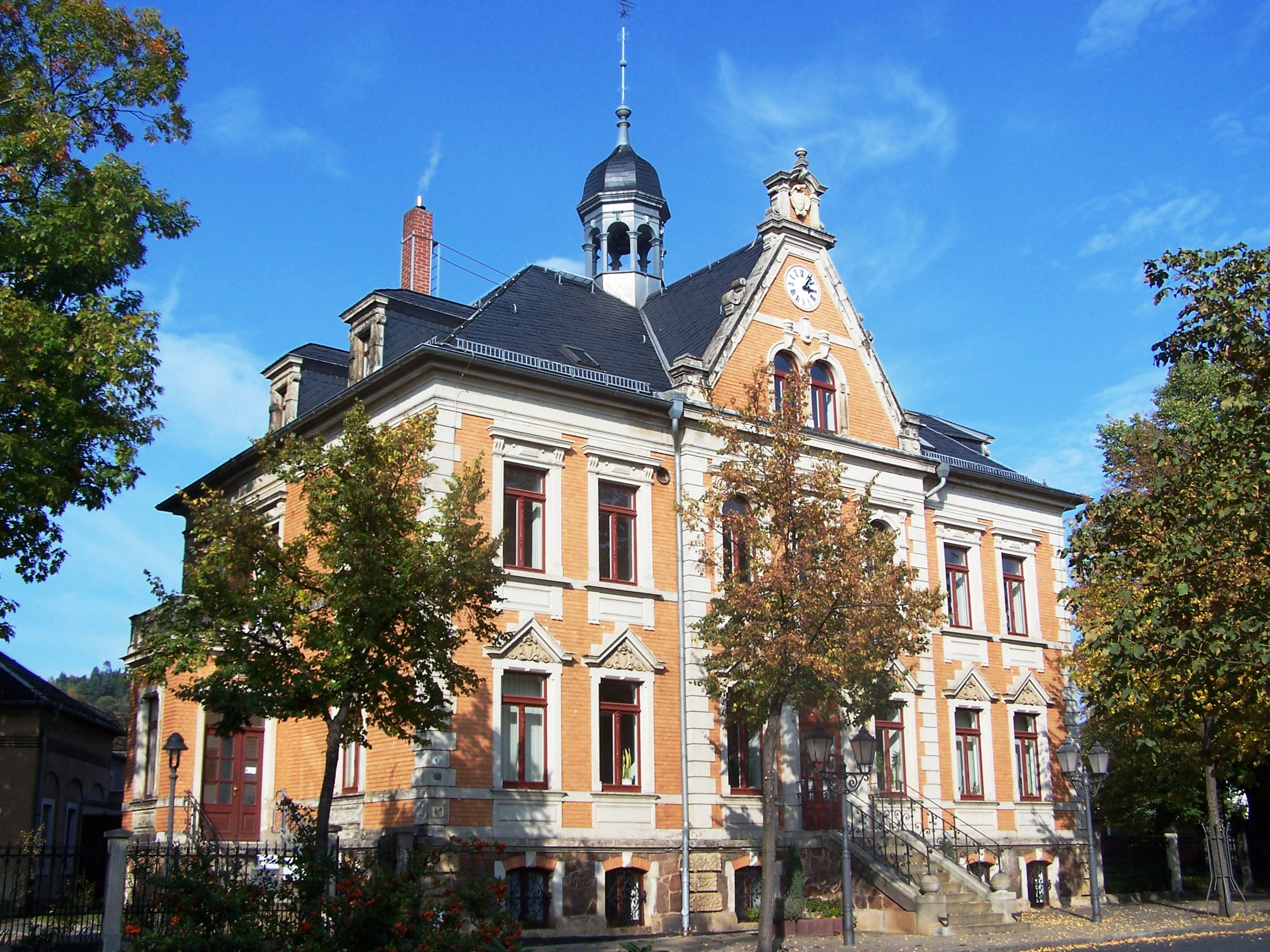
Ehemaliges Rathaus von Niederlößnitz, dann von Kötzschenbroda

- In der Mitte des 14. Jahrhunderts unterstand einem Johannes de Ketschbrode als Grundherrn der heutige Dresdner Stadtteil Rockau.
- Von Oktober 1888 bis Anfang 1890 lebte Karl May in Kötzschenbroda in der Villa Idylle in der Schützenstraße 6 (seit 1960 Wilhelm-Eichler-Straße 8), anschließend bis April 1891 in Zitzschewig in der Lößnitzstraße 11.[12]
- Mit Friedrich Gottfried Seyfried ab 1871 als Stadtmusikus sowie Bruno Krumbholz und Wilhelm Laudel als Stadtmusikdirektoren spielten drei Kapellmeister mit der Lößnitz-Kapelle als städtischem Sinfonieorchester den westlichen Lößnitzortschaften für mehr als 80 Jahre auf.

### Gemeindevorstände/Bürgermeister/Gemeindeälteste
Nach dem Tod von Paul Sewening, der das Amt des Gemeindevorstands als Privatier ehrenamtlich geführt hatte, wurde 1904 Emil Schüller zum ersten hauptamtlichen Gemeindevorstand gewählt. Mit dessen Tod übernahm der Gemeindeälteste Curt Schnabel, Eigentümer der Apotheke zu Kötzschenbroda, das Amt geschäftsführend. Schnabel erhielt 1926 die Ehrenbürgerwürde von Kötzschenbroda. Der letzte Niederlößnitzer Gemeindevorstand, Oswald Hans, war dann ab 1923 noch weitere sechs Jahre für das vereinte Kötzschenbroda im Amt, erst als Gemeindevorstand, ab 1924 als Bürgermeister des mit Stadtrechten versehenen Kötzschenbroda. Zum 25-jährigen Dienstjubiläum im Jahr 1929 erhielt Hans ebenfalls die Kötzschenbrodaer Ehrenbürgerwürde.
Der letzte Kötzschenbrodaer Bürgermeister, Wilhelm Brunner, wurde kurzzeitig 2. Bürgermeister von Radebeul und nach 1935 als Oberbürgermeister nach Pirna berufen. Der 2. Bürgermeister von 1932 an, Ratsassessor Ulrich Thon aus Oppeln, Nachfolger des bereits 1930 aus dem Amt geschiedenen Selmar Prasse, wurde in der Folge Stadtrat von Radebeul, bis er 1940 als solcher nach Posen ging.
Moritz Große (1835–1898), Maurer- und Baumeister, war Gemeindeältester von Kötzschenbroda (1864–1892).
Gemeindevorstand bzw. Bürgermeister waren:
- 1839–1840: Gottlieb August Kunze
- 1840–1845: Johann Gotthelf Häbold
- 1846–1851: Johann Christian Rüdiger
- 1852–1854: Friedrich Christian Stumpf
- 1854–1860: Johann Gottlieb Grießbach
- 1860–1873: Friedrich David Trache
- 1873–1876: Friedrich Wilhelm Weinert
- 1876–1890: Friedrich Woldemar Vogel
- 1890–1904: Paul Sewening (1837–1904)
- 1904–1923: Emil Schüller (1871–1923)
- 1923: Curt Schnabel (geschäftsführend) (1863–1938)
- 1923–1929: Oswald Hans (1866–1946)
- 1929–1934: Wilhelm Brunner (1899–1944)

## In der Kultur

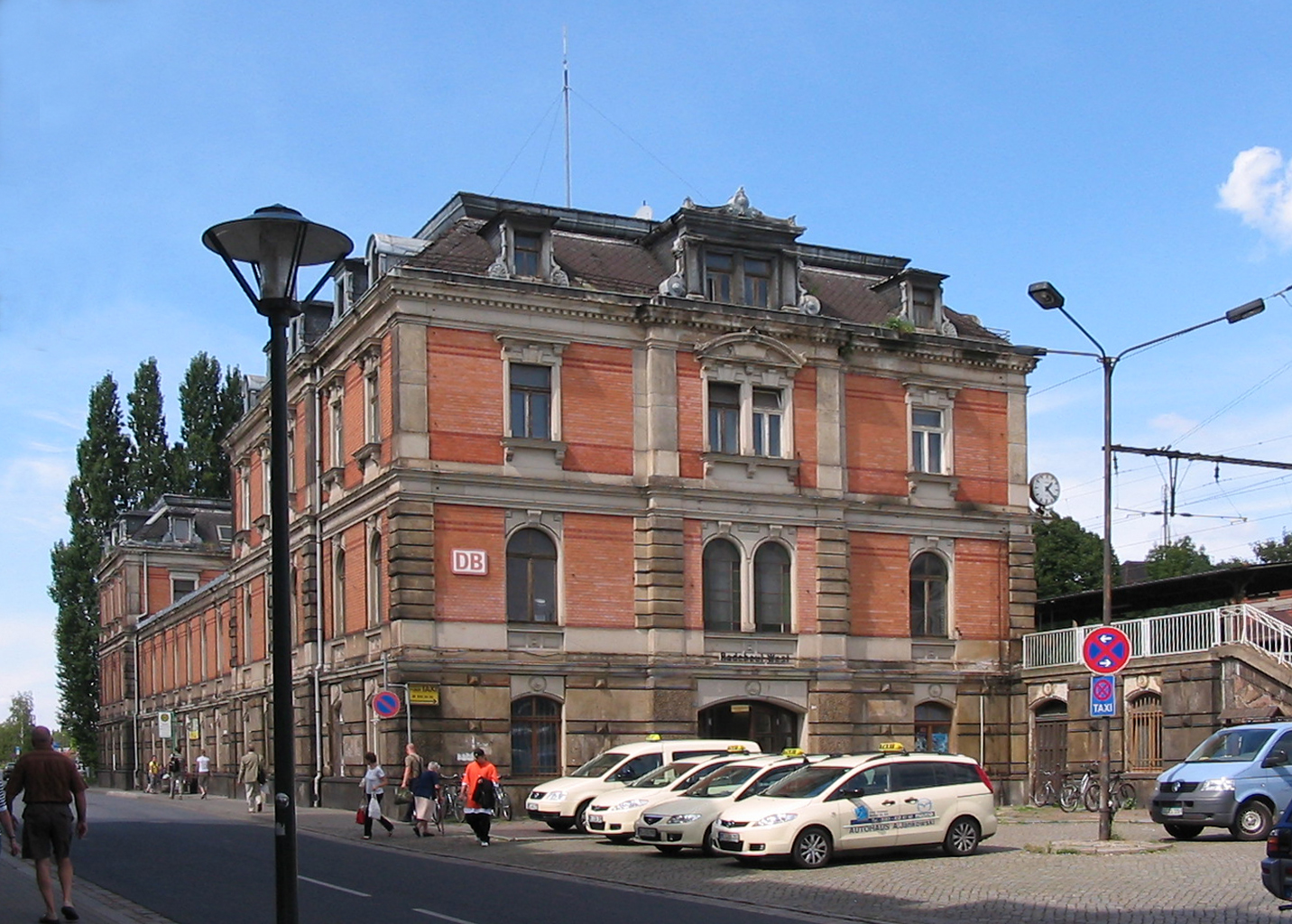
Bahnhof von Kötzschenbroda, zwischenzeitlich Radebeul West

Die Sänger Bully Buhlan und Peter Rebhuhn machten 1947 mit der deutschen Version des durch das Glenn-Miller-Orchester populär gewordenen Musiktitels Chattanooga Choo Choo, dem Nachkriegsschlager Kötzschenbroda-Express (Verzeih’n Sie, mein Herr, fährt dieser Zug nach Kötzschenbroda?), den Namen des Ortes in ganz Deutschland bekannt. Der Titel entstand, da durch Bombenschäden im Dresdner Stadtgebiet die Züge Berlin–Dresden in Kötzschenbroda endeten und damit der ungewohnte Name auf Berliner Bahnhöfen auftauchte. Der Bahnhof Kötzschenbroda trug bis 2013 den Namen Radebeul West, wurde nach dem Komplettumbau jedoch wieder in Radebeul-Kötzschenbroda umbenannt.
Kötzschenbroda wird auch als „Dresdener Vergnügungsort“ mit „komisch[em]“ Namen erwähnt, als in Theodor Fontanes Roman Irrungen, Wirrungen der Zug im dortigen Bahnhof hielt.
Der Friedensnobelpreisträger Carl von Ossietzky negierte den „Rhythmus der Weltstadt“ und hörte „im Gebraus der großen Stadt“ Berlin „auf Schritt und Tritt das Geklapper von Kötzschenbroda“.

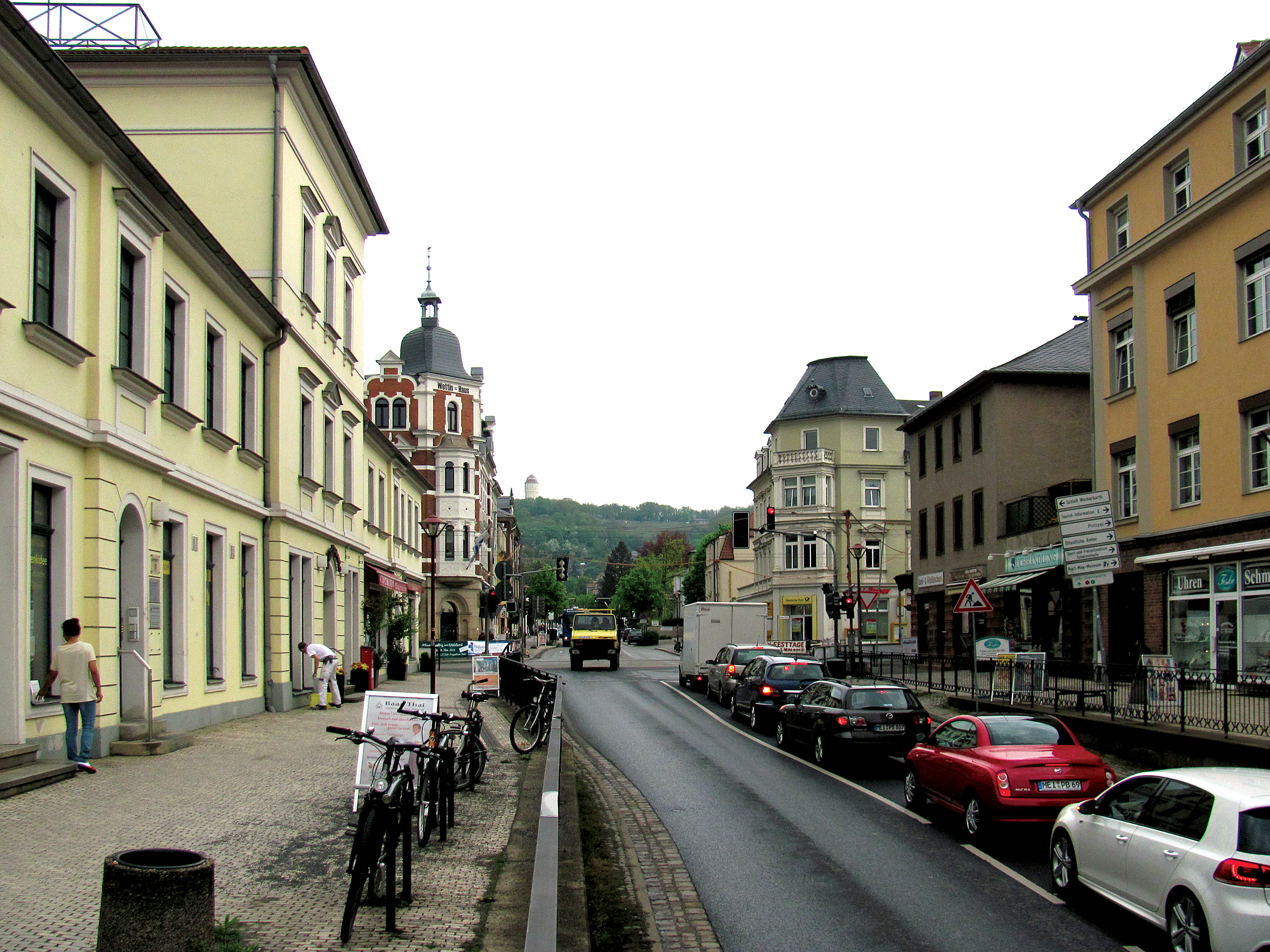
Kreuzung Meißner Straße Bahnhofstraße Moritzburger Straße

Auch Johann Georg Theodor Grässe erwähnt Kötzschenbroda in seinem Sagenschatz:

„Auf der nach Meißen führenden Chaussee, besonders an der Stelle, wo der Weg in das Städtchen hineingeht, zeigt sich zuweilen ein großer schwarzer Hund, der bald an der Eisenbahn sitzt, bald dort herumläuft. Einige Tage nachher bricht gewöhnlich Feuer im Orte aus.“

Gemeint ist die Kreuzung der Meißner Straße mit der Bahnhofstraße (im Bild unten). Damals war die Bahn für die Bahnhofstraße noch nicht untertunnelt, sondern ein ebenerdiger Bahnübergang, sodass die Gleise einfach zu erreichen waren.
Der Comic Edelgas-Erlebniszentrum Kötzschenbroda (2022) von Katz & Goldt erwähnt den Ort ebenfalls.